# Amrita Pritam
Amrita Pritam (en panyabí occidental: ਅਮ੍ਰਿਤਾ ਪ੍ਰੀਤਮ, amritā prītam, en hindi अमृता प्रीतम, amr̥tā prītam; Gujranwala, provincia de Panyab —hoy Pakistán—, 31 de agosto de 1919-Delhi, India, 31 de octubre de 2005) fue una escritora india considerada la primera mujer importante de la literatura punyabí. Con la separación de la India tras la época colonial británica, se instaló en la India en 1947.

## Primeros años
Fue la única hija de Raj Bibi, que era maestra de escuela y Kartar Singh Hitkari, poeta, erudito de Braj Bhasha y el editor de una revista literaria. Además de esto, él era un pracharak  - un predicador de la fe sij. La madre de Amrita murió cuando ella tenía once años. Poco después, ella y su padre se mudaron a Lahore , donde vivió hasta su migración a la India en 1947. Frente a las responsabilidades de los adultos y asediada por la soledad después de la muerte de su madre, comenzó a escribir a una edad temprana. Su primera antología de poemas, Amrit Lehran (Olas Immortales) se publicó en 1936, a los dieciséis años, el año en que se casó con Pritam Singh, un editor con el que estaba comprometida en la primera infancia, y cambió su nombre de Amrita Kaur a Amrita Pritam. Media docena de colecciones de poemas iban a seguir entre 1936 y 1943. Aunque comenzó su viaje como una poeta romántica, pronto cambió de rumbo y se convirtió en parte del Movimiento de Escritores Progresistas y su efecto se vio en su colección, Lok Peed (Angustia del Pueblo, 1944), que criticó abiertamente la economía devastada por la guerra, después de la hambruna de Bengala de 1943. También estuvo involucrada en el trabajo social participando de todo corazón en estas actividades, después de la Independencia cuando el activista social Guru Radha Kishan tomó la iniciativa de traer la primera Biblioteca Janta en Delhi, que fue inaugurada por Balraj Sahni y Aruna Asaf Ali, contribuyó para la ocasión. La biblioteca de este centro de estudio todavía funciona en la Torre del Reloj, Delhi. También trabajó en Lahore Radio Station por un tiempo, antes de la partición de la India.

## Cisma de la India
Cerca de un millón de musulmanes, hindúes y sijes murieron en los disturbios del cisma de la India en 1947. 
Amrita Pritam se mudó a Nueva Delhi, donde comenzó a escribir en hindi en vez de en su lengua panyabí occidental. Plasmó su angustia en el poema "Aaj Aakhaan Waris Shah Noo", para el poeta sufí Waris Shah, auntor de la saga Heer Ranjha, the Punjabi national epic: 

Utth dard-mandaan dey dardiyaa tak apna Punjab

Beyley laashaan vichhiyaan

Teh lahoo da bharya Chenab

(Tú que compartes corazones afligidos,

mira tu Panyab,

cadáveres esparcidos por el piso,

sangre fluyendo en el Chenab.)

Amrita Pritam trabajó hasta 1961 para All India Radio. Después de su divorcio en 1960, su obra fue de carácter feminista. Algunas de sus obras se han traducido a varias lenguas desde el panyabí occidental y el urdú, incluyendo obras autobiográficas como Rosa negra y Sello fiscal (Raseedi Tikkat en panyabí occidental).
Su primer libro llevado al cine fue Daaku (Dacoit, 1976), por Basu Bhattacharya. Con su novela Pinjar (El esqueleto, 1970) Chandra Prakash Dwivedi ganó un premio Filmare a la mejor dirección artística.
Ella fue editora de "Nagmani", una revista literaria mensual en punyabí que dirigió junto a Imroz durante 33 años; aunque después del Cisma, ella escribió prolíficamente también en hindi. Más adelante, fijó su atención hacia Osho y escribió las introducciones para varios de sus libros, incluyendo Ek Onkar Satnam, y también empezó a escribir sobre temas de espiritualidad y sueños, produciendo obras como Kaal Chetna (Tiempo de Conciencia) y Agyat Ka Nimantran (La llamada de lo desconocido). También había publicado autobiografías, tituladas, Kala Gulab (Rosa Negra) (1968), Rasidi Ticket (El Timbre Fiscal) (1976), y Aksharon kay Saayee (Las Sombras de las Palabras).

## Reconocimiento
Fue la primera mujer que recibió el Sahitya Akademi Award en 1956 por Sunehe (Mensajes), y además ganó el Bhartiya Jnanpith, el premio literario indio más reconocido en 1982 por Kagaj te Canvas (Papel y lienzo). Ganó además el Padma Vibhushan, y recibió doctorados en literatura y honoris causa en las universidades de Delhi, Jabalpur y Vishva Bharti.
Amrita Pritam vivió sus últimos años con el artista mroz. Murió el 31 de octubre de 2005 tras una larga enfermedad en la compañía de su hija Kundala, su hijo, Navraj y su nieto Aman, dejando inconclusa una obra sobre Sahir.

## Obra
Novelas
- Pinjar. Único libro traducido, por el momento, al español con el título: Pinjar Archivado el 23 de agosto de 2018 en Wayback Machine.
- Doctor Dev
- Kore Kagaz, Unchas Din
- Sagar aur Seepian
- Rang ka Patta
- Dilli ki Galiyan
- Terahwan Suraj
- Yaatri

Autobiograpfía
- Rasidi Ticket
- Shadows of Words

Cuentos
- Kahaniyan jo Kahaniyan Nahi
- Kahaniyon ke Angan mein

Poesía
- Amrit Lehran (Immortal Waves)(1936)
- Jiunda Jiwan (The Exuberant Life) (1939)
- Trel Dhote Phul (1942)
- O Gitan Valia (1942)
- Badlam De Laali (1943)
- Sanjh de laali (1943)
- Lok Peera (The People's Anguish) (1944)
- Pathar Geetey (The Pebbles) (1946)
- Punjab Di Aawaaz (1952)
- Sunehade (Messages) (1955) – Sahitya Akademi Award
- Ashoka Cheti (1957)
- Kasturi (1957)
- Nagmani (1964)
- Ik Si Anita (1964)
- Chak Nambar Chatti (1964)
- Uninja Din (49 Days) (1979)
- Chuni Huyee Kavitayen
- Ek Baat

Publicaciones literarias
- Nagmani